# Lijst van burgemeesters van Beltrum
Dit is een lijst van burgemeesters van de voormalige Nederlandse gemeente Beltrum tot die gemeente in 1819 opging in de gemeente Eibergen.
| Ambtsperiode | Naam burgemeester                    | Bijzonderheden                      |
| ------------ | ------------------------------------ | ----------------------------------- |
| 1811 - 1817  | Joannes Bernardus Antonius Batenburg | tot 1813 maire, daarna burgemeester |
| 1818 - 1818  | mr. Krijn Hoogeveen                  |                                     |